# Francesco Lollobrigida
Pour les articles homonymes, voir Lollobrigida.
Francesco Lollobrigida, né le 21 mars 1972 à Tivoli, est un avocat et homme politique italien qui est ministre de l'Agriculture, dans le Gouvernement Meloni, depuis le 22 octobre 2022.

## Biographie
Francesco Lollobrigida naît le 21 mars 1972 à Tivoli. Il a un diplôme en droit. 
Sa carrière politique a commencé en tant que militant du Front de la jeunesse, l'organisation de jeunesse du Mouvement social italien (MSI),  parti néofasciste créé après la Seconde Guerre mondiale. Il est le responsable des activités du Front dans la province de Rome jusqu'en 1995. 
Il occupe divers postes politiques au niveau provincial, notamment conseiller municipal à Subiaco (1996-2000) et conseiller provincial à Rome (1998-2003), conseiller pour le sport, la culture et le tourisme dans la municipalité d'Ardea (2005-2006) et conseiller régional dans la région du Latium avec l'Alliance nationale, formation héritière du MSI. Il rejoint le Peuple de la Liberté, le parti de Silvio Berlusconi, en 2010. Membre des Frères d'Italie depuis 2012, il est élu député de la région du Latium représentant le parti en 2018,. À partir de juin 2018, il occupe le poste de chef de son groupe parlementaire. Lors des élections générales de 2022, il remporte également un siège au Parlement. Il est nommé ministre de l'agriculture le 22 octobre 2022 dans le cabinet dirigé par la Première ministre Giorgia Meloni.
Il crée une polémique en 2023 en mettant en garde contre « le remplacement ethnique » des Italiens par les migrants. Les partis d'opposition ont critiqué ces propos, accusant les Frères d'Italie d’alimenter la xénophobie. Pour Elly Schlein, secrétaire du Parti démocrate, ces propos sont « répugnants » et ont « des relents de suprémacisme blanc ».

## Vie privée
Francesco Lollobrigida est le petit-neveu de l'actrice Gina Lollobrigida. Il est marié à Arianna Meloni qui est la sœur de Giorgia Meloni,. Le couple a deux filles,.